# آلبرت ریچاردز (بازیکن فوتبال)
آلبرت ریچاردز (انگلیسی: Albert Richards; ۱۸ ژوئیهٔ ۱۹۰۳ – ۱۹۷۳ (۶۹−۷۰ سال)) بازیکن فوتبال اهل بریتانیا بود.
از باشگاه‌هایی که در آن بازی کرده‌است می‌توان به باشگاه فوتبال چارلتون اتلتیک، باشگاه فوتبال دارتفورد، باشگاه فوتبال لوتون تاون، باشگاه فوتبال گیلینگام، باشگاه فوتبال برنتفورد، و باشگاه فوتبال چتم اشاره کرد.